# 이주영 (2004년)
이주영(2004년 4월 25일 ~ )는 대한민국의 축구 선수로, 포지션은 센터백이다.